# 関戸の戦い
関戸の戦い（せきどのたたかい）は、鎌倉時代後期の1333年（元弘3年）5月16日に霞ノ関（現在の東京都多摩市関戸）一帯で、北条泰家率いる鎌倉幕府勢と新田義貞率いる反幕府勢との間で行われた合戦である。関戸（の）合戦とも言う。

## 概要
1333年（元弘3年）5月16日、新田義貞は鎌倉幕府倒幕の際に分倍河原の戦いで勝利し、同日に多摩川を越えた。
一方、分倍河原から退いた北条泰家（鎌倉幕府第14代執権・北条高時の弟）は7万の軍勢で鎌倉幕府の関所である霞ノ関一帯で防衛戦を行った。この戦いは半日足らずで新田軍が幕府軍を壊滅させ、北条泰家は家臣の横溝八郎や安保入道父子の奮戦によって一命を取り止め鎌倉に逃走したが、戦闘中に脱走兵や逃亡する武将が続出したこともあり幕府軍は完全に瓦解し、横溝八郎、安保入道父子は関戸で討死をしている。この合戦後、幕府側には２０万を超える新田義貞軍とまともに戦える兵力は存在しない状態であった。
翌17日、関戸に一日逗留して体勢を立て直した義貞は軍勢を纏め、鎌倉への総攻撃を開始した。この関戸の戦いから6日後の1333年5月22日、鎌倉幕府は滅亡した。
霞ノ関跡の周辺には横溝八郎、安保入道父子の墓と伝えられる塚や無縁仏（無名戦士の墓）が残っており、旧鎌倉街道沿いにある地蔵堂の前には関戸古戦場跡の標柱が建っている。現在でも多摩市にある観音寺では、毎月16日に戦いで亡くなった兵士のために供養を行っている。